# Inspektorat Graniczny nr 15

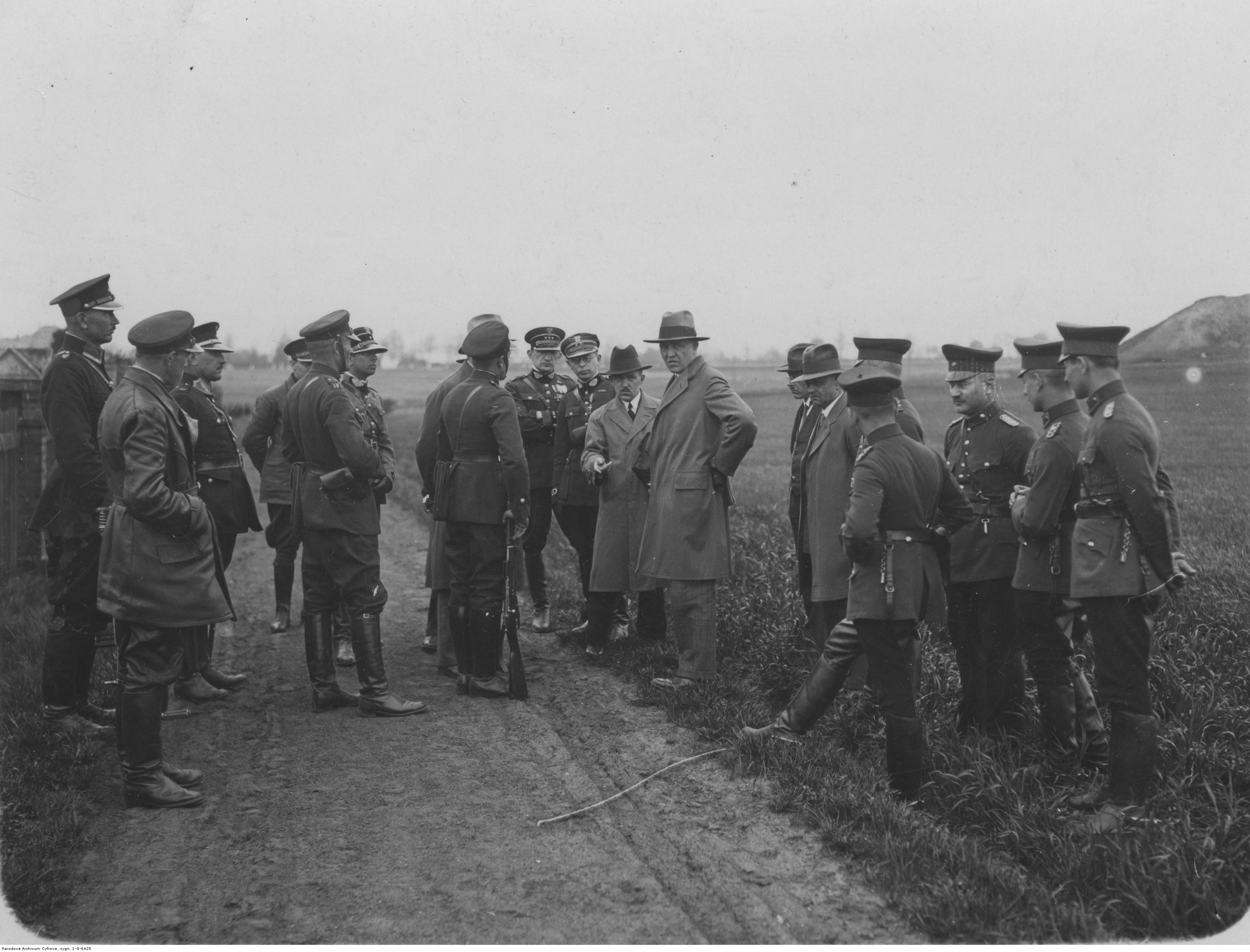
Komisja graniczna polsko-niemiecka

Inspektorat Graniczny nr 15 – jednostka organizacyjna Straży Granicznej pełniąca służbę ochronną na granicy polsko-niemieckiej w latach 1928–1939.

## Formowanie i zmiany organizacyjne
Rozporządzeniem Prezydenta Rzeczypospolitej Polskiej Ignacego Mościckiego z 22 marca 1928 roku (Dz.U. z 1928 nr 37, poz. 349), do ochrony północnej, zachodniej i południowej granicy państwa, a w szczególności do ich ochrony celnej, powoływano z dniem 2 kwietnia 1928 roku  Straż Graniczną.
Rozkazem nr 4 z 30 kwietnia 1928 roku w sprawach organizacji Śląskiego Inspektoratu Okręgowego dowódca Straży Granicznej gen. bryg. Stefan Pasławski zatwierdził dyslokację, granice i strukturę inspektoratu granicznego nr 15 „Królewska Huta”.
Rozkazem nr 3 z 20 listopada 1933 roku w sprawach organizacyjnych', komendant Straży Granicznej płk Jan Jur-Gorzechowski przeniósł siedzibę inspektoratu do Wielkich Hajduk, ul. Dyrekcyjna 2. Tym samym rozkazem utworzył placówkę I linii Brzozowice.
Rozkazem nr 3 z 23 czerwca 1934 roku w sprawach [...] tworzenia i zniesienia posterunków informacyjnych, komendant Straży Granicznej płk Jan Jur-Gorzechowski zmienił nazwę placówki „Bielszowice” na „Nowa Wieś”.
Rozkazem nr 4 z 17 grudnia 1934 roku  w sprawach [...] zarządzeń organizacyjnych i zmian budżetowych, komendant Straży Granicznej płk Jan Jur-Gorzechowski wyłączył komisariat „Knurów”  z Inspektoratu Granicznego „Wielkie Hajduki” i przydzielił do Inspektoratu Granicznego „Rybnik”.
Rozkazem nr 4 z 17 grudnia 1934 roku  w sprawach [...] zarządzeń organizacyjnych i zmian budżetowych, komendant Straży Granicznej płk Jan Jur-Gorzechowski wyłączył komisariat „Tarnowski Góry”  z Inspektoratu Granicznego „Częstochowa” i przydzielił do Inspektoratu Granicznego „Wielkie Hajduki”.
Rozkazem nr 1 z 27 marca 1936 roku  w sprawach [...] zmian w niektórych inspektoratach okręgowych, komendant Straży Granicznej płk Jan Jur-Gorzechowski zmienił nazwę inspektoratu na  „Chorzów”.
Rozkazem nr 2 z 30 listopada 1937 roku w sprawach [...] przeniesienia siedzib i likwidacji jednostek, komendant Straży Granicznej płk Jan Gorzechowski zniósł placówkę II linii „Miasteczko”.
Rozkazem nr 1 z 1 lipca 1938 roku w sprawach [...] organizacyjnych, komendant Straży Granicznej płk Jan Gorzechowski zniósł posterunek wywiadowczy „Bobrowniki”.
Rozkazem nr 2 z 8 września 1938 roku w sprawie terminologii odnośnie władz i jednostek organizacyjnych formacji, komendant Straży Granicznej płk Jan Gorzechowski nakazał zmienić nazwę Inspektoratu Granicznego „Chorzów” na Obwód Straży Granicznej „Chorzów”.
Rozkazem nr 12 z 14 lipca 1939 roku w sprawie reorganizacji placówek II linii i posterunków wywiadowczych oraz obsady personalnej, komendant Straży Granicznej gen. bryg. Walerian Czuma przemianował posterunek SG „Siemianowice” na placówki II linii.

## Służba graniczna
Dowódca Straży Granicznej gen. bryg. Stefan Pasławski swoim rozkazem nr 4 z 30 kwietnia 1928 roku w sprawach organizacji Śląskiego Inspektoratu Okręgowego określił granice inspektoratu granicznego: od północy: placówka Straży Granicznej „Sucha Góra” wyłącznie, od południa: placówka Straży Granicznej „Przyszowice” włącznie.
Sąsiednie inspektoraty:
- Inspektorat Graniczny „Lubliniec” ⇔ Inspektorat Graniczny „Rybnik” − 1928

## Kierownicy/komendanci inspektoratu
| stopień          | imię i nazwisko           | okres pełnienia służby     | kolejne stanowisko       |
| ---------------- | ------------------------- | -------------------------- | ------------------------ |
| starszy komisarz | Edward Stencel            | V 1928 – 13 XI 1928        | do Dowództwa SG          |
| starszy komisarz | Metody Kalinowski         | 13 XI 1928 – 7 VI 1929     | kierownik IG „Lubliniec” |
| inspektor        | Henryk Marian Królikowski | 7 VI 1929 – 26 XI 1930     | do Pomorskiego IO SG     |
| inspektor        | Bolesław Czajkowski       | 26 XI 1930 – 1 VIII 1934   | Kierownik IG „Wieleń”    |
| nadkomisarz      | Adam Lubiński             | 20 VIII 1934 – był XI 1937 |                          |

## Struktura organizacyjna
Organizacja inspektoratu w 1928:
- komenda − Królewska Huta
- komisariat Straży Granicznej „Kamień”
- komisariat Straży Granicznej „Lipiny”
- komisariat Straży Granicznej „Paniówki”

Organizacja inspektoratu w listopadzie 1929:
- komenda − Królewska Huta
- 1/15 komisariat Straży Granicznej „Kamień”
- 2/15 komisariat Straży Granicznej „Lipiny”
- 3/15 komisariat Straży Granicznej „Bielszowice”
- 4/15 komisariat Straży Granicznej „Knurów”